# Olavio López Duque
Olavio López Duque OAR (* 6. Februar 1932 in Manizales; † 11. Juni 2013 in Bogotá) war ein kolumbianischer Bischof und Apostolischer Vikar von Casanare.

## Leben
Olavio López Duque besuchte das Kleine Seminar Colegio Apostólico San Agustín in La Linda, Manizales. Er trat der Ordensgemeinschaft der Augustiner-Rekollekten im Kloster von Suba bei und legte die Profess am 28. September 1947 ab. Von 1948 bis 1951 studierte er Philosophie im Kloster von El Desierto de la Candelaria. Als Alumnus im  Colegio de San Ildefonso in rom studierte er Katholische Theologie an der Päpstlichen Universität Gregoriana. Am 7. Februar 1953 legte er die letzten Gelübde ab und empfing am 30. Oktober 1955 durch Luigi Kardinal Traglia in der römischen Basilika Santi XII Apostoli die Priesterweihe. Anschließend studierte er Bibelwissenschaften am Päpstlichen Bibelinstitut.
1957 wurde er Subregens des Klosters von Suba, später Professmeister des Klosters und der Ordensprovinz. 1965 wurde er Prior von Suba, 1969  Provinzvikar und 1971 Prior der Ordensprovinz. Ein Jahr später übernahm er zusätzlich das Pfarramt der Pfarrei von Monterrey.
Papst Paul VI. ernannte ihn am 30. Mai 1977 zum Apostolischen Vikar von Casanare und Titularbischof von Strongoli. Der Apostolische Nuntius in Kolumbien, Eduardo Martínez Somalo, spendete ihm am 7. August desselben Jahres in der Kathedrale von Bogota die Bischofsweihe; Mitkonsekratoren waren Rubén Buitrago Trujillo OAR, Bischof von Zipaquirá, und Arturo Salazar Mejía OAR, Bischof von Pasto. Als Wahlspruch wählte er Servi eius Ecclesiae.
Als Mitglied der Bischofskonferenz von Kolumbien engagierte er sich für die Kommissionen des geweihten Lebens und der gemischten Kommission für die Katechese.
Am 29. Oktober 1999 nahm Papst Johannes Paul II. sein Rücktrittsgesuch an. Von 1999 bis 2001 war er Apostolischer Administrator von Yopal, dem das Apostolische Vikariat von Casanare unterstellt wurde. 2001 übernahm er nochmals ein Kirchenamt und wurde Generalvikar und Vikar für Religiöse der Erzdiözese Bogota.